# PGC 1825330
LEDA/PGC 1825330 ist eine Galaxie im Sternbild Kleiner Löwe am Nordsternhimmel. Sie ist schätzungsweise 287 Millionen Lichtjahre von der Milchstraße entfernt.

Im selben Himmelsareal befinden sich u. a. die Galaxien NGC 3232, NGC 3234, NGC 3245, IC 2572.